# FA WSL 2016
FA WSL 2016 var den sjette udgave af FA Women's Super League (forkortes FA WSL) siden ligaen blev etableret i 2010. WSL 1 blev udvidet til ni hold. Et af holdene i WSL 2 var et hold der rykkede op fra FA Women's Premier League for første gang. Sæsonen startede den 23. marts og Chelsea var forsvarende WSL-mestre.
Manchester City vandt deres første WSL 1 mesterskab nogensinde den 25. september 2016 i en 2–0 sejr over Chelsea.

## Hold
WSL 1
| Hold                    | Sted           | Hjemmebane        | Kapacitet | 2015 sæsonen |
| ----------------------- | -------------- | ----------------- | --------- | ------------ |
| Arsenal                 | Borehamwood    | Meadow Park       | 4.502     | 3.           |
| Birmingham City         | Solihull       | Damson Park       | 3.050     | 6.           |
| Chelsea                 | Staines        | Wheatsheaf Park   | 3.009     | 1.           |
| Doncaster Rovers Belles | Doncaster      | Keepmoat Stadium  | 15.231    | 2., WSL 2    |
| Liverpool               | Widnes         | Halton Stadium    | 13.350    | 7.           |
| Manchester City         | Manchester     | Academy Stadium   | 7.000     | 2.           |
| Notts County            | Nottingham     | Meadow Lane       | 20.229    | 5.           |
| Reading                 | High Wycombe   | Adams Park        | 10.000    | 1., WSL 2    |
| Sunderland              | Hetton-le-Hole | The Hetton Centre | 2.500     | 4.           |

WSL 2
Bristol Academy fik navneændring til Bristol City før sæsonen startede.
| Hold               | Sted             | Hjemmebane                 | Kapacitet | 2015 sæsonen |
| ------------------ | ---------------- | -------------------------- | --------- | ------------ |
| Aston Villa        | Sutton Coldfield | Central Ground, Coles Lane | 2.000     | 5.           |
| Bristol City       | Filton           | Stoke Gifford Stadium      | 1.500     | 8., WSL 1    |
| Durham             | Durham           | New Ferens Park            | 3.000     | 7.           |
| Everton            | Widnes           | Halton Stadium             | 13.350    | 3.           |
| London Bees        | Canons Park      | The Hive Stadium           | 5.176     | 8.           |
| Millwall Lionesses | London           | The Den                    | 20.146    | 9.           |
| Oxford United      | Abingdon         | Northcourt Road            | 2.000     | 6.           |
| Sheffield          | Dronfield        | Coach and Horses           | 2.000     | 1., WPL      |
| Watford            | Berkhamsted      | Broadwater                 | 2.000     | 10.          |
| Yeovil Town        | Yeovil           | Huish Park                 | 9.565     | 4.           |

## WSL 1

### Tabel
| Pos | Hold             | K  | V  | U | T  | M+ | M- | MF  | P  | Kvalifikation eller nedrykning     |
| --- | ---------------- | -- | -- | - | -- | -- | -- | --- | -- | ---------------------------------- |
| 1   | Manchester City  | 16 | 13 | 3 | 0  | 36 | 4  | +32 | 42 | Kvalifikation til Champions League |
| 2   | Chelsea          | 16 | 12 | 1 | 3  | 42 | 17 | +25 | 37 | Kvalifikation til Champions League |
| 3   | Arsenal          | 16 | 10 | 2 | 4  | 33 | 14 | +19 | 32 |                                    |
| 4   | Birmingham City  | 16 | 7  | 6 | 3  | 18 | 13 | +5  | 27 |                                    |
| 5   | Liverpool        | 16 | 7  | 4 | 5  | 27 | 23 | +4  | 25 |                                    |
| 6   | Notts County     | 16 | 4  | 4 | 8  | 16 | 26 | −10 | 16 |                                    |
| 7   | Sunderland       | 16 | 2  | 4 | 10 | 17 | 41 | −24 | 10 |                                    |
| 8   | Reading          | 16 | 1  | 6 | 9  | 15 | 26 | −11 | 9  |                                    |
| 9   | Doncaster Rovers | 16 | 1  | 0 | 15 | 8  | 48 | −40 | 3  | Nedrykning til FA WSL 2            |

### Topscorere
Oversigten er opdateret til og med 16. januar 2017. 
| Nr. | Spiller         | Hold            | Mål |
| --- | --------------- | --------------- | --- |
| 1   | Eniola Aluko    | Chelsea         | 9   |
| 2   | Jane Ross       | Manchester City | 8   |
| 3   | Caroline Weir   | Liverpool       | 7   |
| 4   | Danielle Carter | Arsenal         | 6   |
| 5   | Fran Kirby      | Chelsea         | 5   |
| 5   | Beth Mead       | Sunderland      | 5   |
| 5   | Katie Chapman   | Chelsea         | 5   |
| 5   | Toni Duggan     | Manchester City | 5   |
| 5   | Jessica Clarke  | Notts County    | 5   |
| 5   | Ji So-yun       | Chelsea         | 5   |

## WSL 2

### Tabel
| Pos | Hold               | K  | V  | U | T  | M+ | M- | MF  | P  | Oprykning              |
| --- | ------------------ | -- | -- | - | -- | -- | -- | --- | -- | ---------------------- |
| 1   | Yeovil Town (P)    | 18 | 12 | 3 | 3  | 41 | 16 | +25 | 39 | Oprykning til FA WSL 1 |
| 2   | Bristol City (P)   | 18 | 12 | 3 | 3  | 37 | 16 | +21 | 39 | Oprykning til FA WSL 1 |
| 3   | Everton            | 18 | 10 | 4 | 4  | 35 | 18 | +17 | 34 |                        |
| 4   | Durham             | 18 | 10 | 3 | 5  | 30 | 19 | +11 | 33 |                        |
| 5   | Sheffield          | 18 | 7  | 5 | 6  | 25 | 18 | +7  | 26 |                        |
| 6   | Aston Villa        | 18 | 7  | 3 | 8  | 26 | 27 | −1  | 24 |                        |
| 7   | London Bees        | 18 | 6  | 4 | 8  | 28 | 39 | −11 | 22 |                        |
| 8   | Millwall Lionesses | 18 | 3  | 7 | 8  | 24 | 31 | −7  | 16 |                        |
| 9   | Oxford United      | 18 | 4  | 1 | 13 | 20 | 42 | −22 | 13 |                        |
| 10  | Watford            | 18 | 2  | 1 | 15 | 13 | 53 | −40 | 7  |                        |

### Topscorere
Oversigten er opdateret til og med 16. januar 2017.
| Nr. | Spiller              | Hold               | Mål |
| --- | -------------------- | ------------------ | --- |
| 1   | Iniabasi Umotong     | Oxford United      | 13  |
| 1   | Jo Wilson            | London Bees        | 13  |
| 3   | Sarah Wiltshire      | Yeovil Town        | 11  |
| 4   | Claire Emslie        | Bristol City       | 10  |
| 5   | Millie Farrow        | Bristol City       | 9   |
| 5   | Beth Hepple          | Durham             | 9   |
| 5   | Bethan Merrick       | Aston Villa        | 9   |
| 8   | Ann-Marie Heatherson | Yeovil Town        | 7   |
| 8   | Jodie Michalska      | Sheffield          | 7   |
| 10  | Claudia Walker       | Everton            | 6   |
| 10  | Katie Wilkinson      | Aston Villa        | 6   |
| 10  | Ashlee Hincks        | Millwall Lionesses | 6   |

## WSL Cup
Formatet til FA WSL Cup blev ændret til en  knock-out turnering. Med 19 hold spillede de seks nederste hold i en præliminær runde. Ottendedelsfinaler bestod af hold fra WSL 1 der spillede mod hold fra WSL 2.

### Preliminær runde
| Hold 1        | Resultat | Hold 2             |
| ------------- | -------- | ------------------ |
| 8. maj 2016   |          |                    |
| Sheffield     | 3–1      | Durham             |
| Oxford United | 1–0      | Millwall Lionesses |
| Watford       | 0–2      | London Bees        |

### Første runde
| Hold 1                  | Resultat | Hold 2          |
| ----------------------- | -------- | --------------- |
| 2. juli 2016            |          |                 |
| Aston Villa             | 0–8      | Manchester City |
| Everton                 | 0–1      | Liverpool       |
| Reading                 | 1–3      | Arsenal         |
| London Bees             | 3–3      | Chelsea         |
| Sheffield               | 2–0      | Bristol City    |
| 3. juli 2016            |          |                 |
| Doncaster Rovers Belles | 2–1      | Sunderland      |
| Oxford United           | 0–2      | Birmingham City |
| Yeovil Town             | 1–3      | Notts County    |

### Anden runde
| Hold 1          | Resultat  | Hold 2                  |
| --------------- | --------- | ----------------------- |
| 5. august 2016  |           |                         |
| Arsenal         | 3–2       | Notts County            |
| 7. august 2016  |           |                         |
| Birmingham City | 1–0 (efs) | Liverpool               |
| Manchester City | 4–1       | Doncaster Rovers Belles |
| Sheffield       | 0–2       | London Bees             |

### Semifinaler
Spillet den 3. og 4. september 2016.
| Hold 1          | Resultat | Hold 2          |
| --------------- | -------- | --------------- |
| London Bees     | 0–4      | Birmingham City |
| Manchester City | 1–0      | Arsenal         |

### Finale
Spillet den 2. oktober 2016. Manchester City vandt deres anden pokalfinale efter at de vandt den i 2014, og denne gang vandt de "The double".
| Hold 1          | Resultat  | Hold 2          |
| --------------- | --------- | --------------- |
| Birmingham City | 0–1 (efs) | Manchester City |